# LGA 1700
LGA 1700 (Socket V) — сокет Intel для настільних процесорів Alder Lake-S (12-е покоління Intel), Raptor Lake-S (13-те покоління Intel), Raptor Lake Refresh (14-е покоління Intel) розроблений як заміна LGA 1200. Роз'єм має 1700 підпружинених контактів для зіткнення з контактними майданчиками процесора.
Сокет підтримує процесори з мікроархітектурою Alder Lake, в яких вперше для настільних систем реалізована технологія гетерогенних обчислень Intel Hybrid Technology, що об'єднує на одному кристалі продуктивні (P-Cores) і енергоефективні (E-Cores) ядра.
Процесори Alder Lake-S і Raptor Lake-S для цього сокету мають розмір 37,5×45 мм, а відстань між монтажними отворами для систем охолодження процесора збільшилася з 75 до 78 мм, що означає несумісність із кріпленнями систем охолодження для LGA 1150/1151/1155 /1156 /1200. Також дещо зменшилися відстань між теплорозподільною кришкою процесора та опорною пластиною системи охолодження. Великі виробники систем охолодження розв'язують проблему несумісності випуском додаткових наборів кріплень з подальшим безплатним поширенням .

## Історія
Перші чутки про LGA 1700 з'явилися в січні 2020. Інсайдери припустили підтримку новим сокетом інтерфейсу PCI Express 4.0, оперативної пам'яті DDR5, а також збільшення фізичних розмірів процесорів . У лютому інформація про Alder Lake-S і сокет LGA 1700 була виявлена на сайті Intel. У травні з'явилася неофіційна інформація про підтримку новим сокетом трьох поколінь процесорів: Alder Lake-S, Meteor Lake-S і наступного, ще не відомого покоління. У червні було опубліковано першу технічну документацію щодо роз'єму LGA 1700 і процесорів Alder Lake-S, що підтверджує використання цього сокету в 12-му поколінні. У серпні все більше інсайдерів, стало заявляти про підтримку процесорами 12-го покоління та частини материнських плат для них оперативної пам'яті DDR5. А також Intel на заході Architecture Day 2020 підтвердила використання гібридної технології у процесорах Alder Lake.